# Сологуб Юлія Миколаївна
Ю́лія Микола́ївна Сологу́б (нар. 1994, Нововолинськ — 8 січня 2020, Тегеран) — бортпровідниця рейсу PS752 Boeing 737—800. Герой України.

## Біографія
Народилася 16 грудня 1994 року в Нововолинську. Закінчила НВК «Нововолинська спеціалізована школа І-ІІІ ступенів № 1- колегіум».
Проживала у Києві. Закінчила факультет романської філології Київського національного лінгвістичного університету. За інформацією, поширеною низкою ЗМІ, також навчалась у Національному авіаційному університеті, однак жодного підтвердження отримано не було.
З травня 2018 року працювала в компанії «МАУ», з них півроку — бортпровідником.
8 січня 2020 року загинула внаслідок збиття літака Boeing 737-800 рейсу PS752 авіакомпанії «Міжнародні авіалінії України» ракетами Протиповітряної оборони Ірану. За словами офіційних представників Ірану, причиною трагедії став людський фактор.
Поховали Юлію Сологуб на Дарницькому кладовищі в Києві.

## Нагороди
- Звання Герой України з удостоєнням ордена «Золота Зірка» (29 грудня 2020, посмертно) — за героїзм і самовіддані дії, виявлені під час виконання службового обов'язку[8]

## Особисте життя.
Одружена. Мала молодшу сестру.